# Grammy Award for Best Native American Music Album

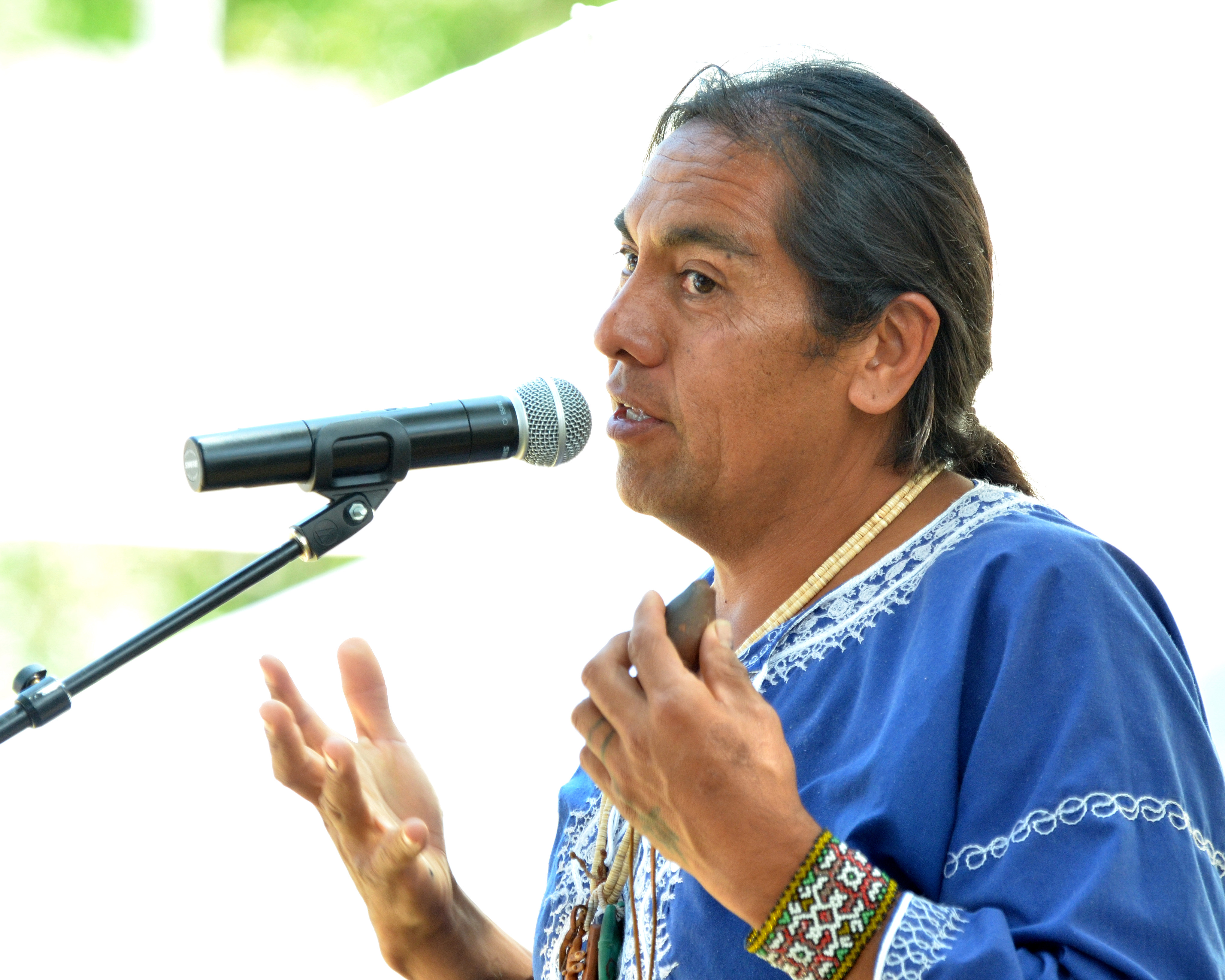
Robert Mirabal erhielt den Grammy Award for Best Native American Music Album im Jahr 2008 für sein Album Totemic Flute Chants

Der Grammy Award for Best Native American Music Album, auf Deutsch „Grammy-Auszeichnung für das beste indianische Musikalbum“, ist ein Musikpreis, der seit 2001 von der amerikanischen Recording Academy verliehen wird. Der Preis geht an den Musiker und den Produzenten des jeweiligen Albums.

## Geschichte und Hintergrund
Die seit 1959 verliehenen Grammy Awards werden jährlich in zahlreichen Kategorien von der Recording Academy in den Vereinigten Staaten vergeben, um künstlerische Leistung, technische Kompetenz und hervorragende Gesamtleistung ohne Rücksicht auf die Album-Verkäufe oder Chart-Position zu würdigen.
Eine dieser Kategorien ist der Grammy Award for Best Native American Music Album. Nach einer dreijährigen Lobbyarbeit von Ellen Bello, Gründerin der Native American Music Awards und der Native American Music Association, wurde die Auszeichnung erstmals bei den Grammy Awards 2001 an Tom Bee und Douglas Spotted Eagle als Produzenten des Kompilations-Albums Gathering of Nations Pow Wow verliehen. Vorher waren Aufnahmen amerikanischer Ureinwohner in den Kategorien Folk, Weltmusik oder New Age vertreten. Während einige Künstler amerikanischer Ureinwohner die Preiskategorie als „zu eng definiert, um der heutigen indianischen Musik gerecht zu werden“ kritisierten, waren andere stolz auf ihre separate Auszeichnung. Der Name des Preises blieb zwischen 2001 und 2011 unverändert.
Als darstellende Künstler teilen Bill Miller und Mary Youngblood den Rekord der meisten Siege in dieser Kategorie mit jeweils zwei Siegen. Thomas Wasinger hält als Produzent den Rekord mit drei Siegen. Die Gruppe Black Lodge Singers ist die am häufigsten nominierte Band ohne Sieg.
2011 wurde die Kategorie Grammy Award for Best Native American Music Album zusammen mit dreißig anderen aufgrund einer umfassenden Überarbeitung der Grammy-Award-Kategorien durch die Recording Academy gestrichen, darunter auch die Kategorien Grammy Award for Best Contemporary Folk Album, Grammy Award for Best Hawaiian Music Album, Grammy Award for Best Traditional Folk Album und Grammy Award for  Best Zydeco or Cajun Music Album. Werke amerikanischer Ureinwohner werden seit dem Jahr 2012 in der Kategorie Grammy Award for Best Regional Roots Music Album ausgezeichnet.

## Gewinner und Nominierte
| Jahr | Gewinner                         | Nationalität       | Album                                                   | Produzent(en)                              | Nominierte | Bild des/der Gewinner(s)                                           |
| ---- | -------------------------------- | ------------------ | ------------------------------------------------------- | ------------------------------------------ | --- | ------------------------------------------------------------------ |
| 2001 | Verschiedene Künstler            | Vereinigte Staaten | Gathering of Nations Pow Wow 1999                       | Tom Bee Douglas Spotted Eagle              | - Black Lodge Singers – Tribute to the Elders - Joseph Fire Crow – Cheyenne Nation - Lakota Thunder – Veterans Songs - Joanne Shenandoah – Peacemaker’s Journey |                                                                    |
| 2002 | Johnny Mike und Verdell Primeaux | Vereinigte Staaten | Bless the People: Harmonized Peyote Songs               | Giuli Doyle Robert Doyle                   | - Black Eagle – Life Goes On: Hand Drum and Round Dance Songs - Black Lodge Singers – Weasel Tail’s Dream: The Tradition Continues - Northern Cree – Rockin’ the Rez - Various Northern Drums – Gathering of Nations 2000: Millennium Celebration, Volume 1 - Young Bird – Change of Life: Oklahoma Pow-Wow Songs |                                                                    |
| 2003 | Mary Youngblood                  | Vereinigte Staaten | Beneath the Raven Moon                                  | Thomas Wasinger                            | - Burning Sky – Spirit in the Wind - Redheart – Sacred Season - Vince Redhouse – Faith in the House - Randy Wood – Round Dance the Night Away | A woman wearing sunglasses and a red jacket signing a compact disc |
| 2004 | Black Eagle                      | Vereinigte Staaten | Flying Free                                             | Tom Bee                                    | - Tom Bee – Reveal His Glory - Black Lodge Singers – Brotherhood - R. Carlos Nakai – Sanctuary - Northern Cree – Still Rezin’ |                                                                    |
| 2005 | Bill Miller                      | Vereinigte Staaten | Cedar Dream Songs                                       |                                            | - Black Eagle – Straight Up Northern - Black Lodge Singers – Family Traditions - Joanne Shenandoah – Covenant - Mary Youngblood – Feed the Fire |                                                                    |
| 2006 | Verschiedene Künstler            | Vereinigte Staaten | Sacred Ground: A Tribute to Mother Earth                | Jim Wilson                                 | - Black Lodge – More Kids' Pow-Wow Songs - Alex E. Smith and Cheevers Toppah – Intonation: Harmonized Songs from the Southern Plains - Randy Wood – Our Love Will Never Die |                                                                    |
| 2007 | Mary Youngblood                  | Vereinigte Staaten | Dance with the Wind                                     | Thomas Wasinger                            | - Black Eagle – Voice of the Drum - Robert "Tree" Cody and Will Clipman – Heart of the Wind - Jana – American Indian Story - Northern Cree and Friends – Long Winter Nights | A woman wearing sunglasses and a red jacket signing a compact disc |
| 2008 | Robert Mirabal                   | Vereinigte Staaten | Totemic Flute Chants                                    | Larry Mitchell                             | - Walter Ahhaitty and Friends – Oklahoma Style - Black Lodge – Watch This Dancer! - Davis Mitchell – The Ballad of Old Times - R. Carlos Nakai, Cliff Sarde, William Eaton, und Randy Wood – Reconnections |                                                                    |
| 2009 | Verschiedene Künstler            | Vereinigte Staaten | Come to Me Great Mystery: Native American Healing Songs | Thomas Wasinger                            | - Bryan Akipa – Songs from the Black Hills - Black Lodge – Spo'Mo'Kin'Nan - Northern Cree – Red Rock - Kevin Yazzie – Faith |                                                                    |
| 2010 | Bill Miller                      | Vereinigte Staaten | Spirit Wind North                                       | Bill Miller Michael Von Muchow             | - Michael Brant DeMaria – Siyotanka - Northern Cree – True Blue - John Two-Hawks – Wind Songs: Native American Flute Solos - Johnny Whitehorse – Riders of the Healing Road |                                                                    |
| 2011 | Verschiedene Künstler            | Vereinigte Staaten | 2010 Gathering of Nations Pow Wow: A Spirit's Dance     | Derek Mathews Lita Mathews Melonie Mathews | - Bear Creek – XI - Northern Cree – Temptations: Cree Round Dance Songs - Peter Phippen – Woodnotes Wyld: Historic Flute Sounds from the Dr. Richard W. Payne Collection |                                                                    |